# نوتشتو
نوتشتو (بالإيطالية: Noceto)‏ هي بلدية في مقاطعة بارما في إقليم إميليا رومانيا الإيطالي.

## السكان
في سنة 1861 بلغ عدد السكان 5٬653 نسمة، وتطور العدد ليصل في سنة 2011 لـ 12٬705 نسمة.
يظهر هذا المخطط البياني تطور النمو السكاني لـ نوتشتو